# Kate Bosworth
Catherine Ann "Kate" Bosworth, cunoscută ca Kate Bosworth (n. 2 ianuarie 1983 la Los Angeles) este o actriță americană de film și televiziune.
Bosworth a jucat în seriile de televiziune Young Americans, interpretând rolul personajului "Bella Banks". A devenit cunoscută datorită rolului titular din filmul din 2002 Blue Crush. În anul următor, Bosworth a jucat rolul prietenei unui actor de filme pornografice, care a fost interpretat de John Holmes, în filmul Wonderland opus lui Val Kilmer. In 2004, she portrayed Sandra Dee in Kevin Spacey's  Beyond the Sea. Bosworth since appeared in several notable films, including Superman Returns (2006), where she played Lois Lane, and 2008's blackjack drama film 21. In 2008, she became both Calvin Klein Jeans newest model and spokeswoman for Coach newest luxury bags.

## Filmografie
- (The Horse Whisperer), regia Robert Redford (1998)
- (Remember the Titans), regia Boaz Yakin (2001)
- Blue Crush, regia John Stockwell (2002)
- (The Rules of Attraction), regia Roger Avary (2002)
- (Wonderland), regia James Cox (2003)
- (Win a Date with Tad Hamilton!), regia Robert Luketic (2004)
- Beyond the Sea, regia Kevin Spacey (2004)
- (Bee Season), regia di Scott McGehee e David Siegel (2005)
- Superman Returns, regia Bryan Singer (2006)
- The Girl In The Park, regia David Auburn (2007)
- 21, regia Robert Luketic (2008)
- The Warrior's Way, regia Sngmoo Lee (2010)
- Straw Dogs, regia Rod Lurie (2011)
- Heist , regia Scott Mann(2015)
- SS-GB, (serial TV din 2017)